# Hana Staňková
Hana Staňková (* 27. srpna 1973 Čeladná) je česká zeměměřička a vysokoškolská pedagožka, od roku 2022 děkanka Hornicko-geologické fakulty VŠB-TUO.
V letech 1987 až 1991 studovala na Gymnáziu Frýdlant nad Ostravicí, kde v roce 1991 úspěšně odmaturovala. V letech 1991 až 1996 poté studovala geodézii a kartografii na Ústavu geodézie VUT Brno a získala inženýrský titul. V letech 1996 až 1997 pracovala jako zeměměřička ve společnosti GEOPOINT. V roce 1997 zahájila doktorské studium oborů geodézie a kartografie, opět na VUT v Brně. V letech 1997 až 2002 zároveň pracovala jako zeměměřička ve společnosti AGEO.
V únoru 2002 začala působit na akademické půdě naplno, když začala pracovat na Hornicko-geologické fakulta VŠB-TUO. Titul Ph.D. získala v roce 2006. V roce 2013 se Staňková habilitovala na Technické univerzitě v Košicích v oboru Banské meračstvo a geodézia. V roce 2021 byla jmenována profesorkou pro obory Důlní měřictví a geodézie. V listopadu 2021 byla Staňková zároveň jako vůbec první žena zvolena děkankou Hornicko-geologické fakulty VŠB-TUO. Funkce se ujala 11. února 2022. Začala působit také jako zástupkyně vedoucího Katedry geodézie a důlního měřičství.